# 大家的日语
《大家的日语》（日语：みんなの日本語），由3A出版社编著的日語学习教材。1998年3月出版，2020年1月出版第2版，2025年10月起出版第3版。
該教材並有配套出版朗讀CD、會話練習DVD、練習冊（包括聽解練習、語法解說插圖、造句）、十多個不同語言之課文翻譯解說、配套之閱讀材料、寫作練習冊、並配有教學指導，並有針對非漢字文化圈之母語學生針對漢字的練習冊與日语罗马字課文出版；第2版發行電子版課本、線上版會話練習影片、填字遊戲、輔導電子報季刊『Ja-Net』等等之線上配套補充教材。
該教材採用新日语语法为特色，如将形容词、形容动词称作“い形容词”、“な形容词”。由于其内容生动丰富，经常被各大院校采用作为会话教材，亦相當适合自学日语人士。
該套教材在中國大陸由外研社出版，台灣版本由大新書局出版，香港則由向日葵出版社發行香港特別版。

## 各地中文版本
本书在全球被翻译成多种语言及分为多种版本销售，故各地的分册与合订可能有差异，以下仅列出初级1以举例。

### 外语教学与研究出版社（內地簡體中文版）
| 名称  | 出版年份 | ISBN               |
| ----- | -------- | ------------------ |
| 初级1 | 2003     | ISBN 9787560029740 |
| 初级1 | 2009     | ISBN 9787560029740 |
| 初级1 | 2017     | ISBN 9787513585675 |

### 向日葵出版社（香港繁體中文改訂版）
| 名称  | 出版年份 | ISBN               |
| ----- | -------- | ------------------ |
| 初级1 | 2009     | ISBN 9789628494842 |
| 初级1 | 2017     | ISBN 9789888221073 |

### 大新書局（正體繁體中文版）
| 名称  | 出版年份 | ISBN               |
| ----- | -------- | ------------------ |
| 初级1 | 1996     | ISBN 9789578279063 |
| 初级1 | 2015     | ISBN 9789863210870 |

## 外部連結
- 日本3A出版社官網
- 大新書局官網 （页面存档备份，存于）
- 香港向日葵出版社（香港版）官網
- 外研社官網
- みんなの日本語倶楽部（3A出版社配套之補充教材與說明）